# Michel Desbiolles
Michel Desbiolles (Chêne-Bougeries, 24 augustus 1941) is een Zwitsers voormalig voetballer die speelde als aanvaller.

## Carrière
Desbiolles speelde van 1962 tot 1965 voor Servette Genève, daarna speelde hij een jaar bij FC Sion vooraleer hij terugkeerde naar Genève. Hij veroverde met hen twee landstitels en een beker.
Hij speelde zes interlands voor Zwitserland waarin hij niet kon scoren.

## Erelijst
- Servette Genève
  - Landskampioen: 1961, 1962
  - Zwitserse voetbalbeker: 1971
  - Topschutter: 1964